# 채은성
채은성(蔡恩成, 1990년 2월 6일 ~ )은 KBO 리그 한화 이글스의 내야수이다.

## LG 트윈스시절
2014년 6월 21일 한화전에서 윤규진을 상대로 데뷔 첫 홈런을 인사이드 더 파크 홈런으로 기록했는데, 이는 통산 7번째 기록이었다.
2016년 모든 기록에서 커리어 하이를 기록했으며, 시즌 후 골든글러브 외야수 부문 후보에 올랐으나 수상에는 실패했다.
2017년 5월 14일 한화전에서 송창식을 상대로 통산 2번째 인사이드 더 파크 홈런을 기록했다.

## 한화 이글스시절
2022년 11월 22일 계약 기간 6년, 계약금 36억, 연봉 44억, 옵션 10억 등 총액 90억원에 FA 계약을 체결하며 이적하였다.

## 에피소드
- 2016년 5월 5일 두산과의 연장전에서 출루했던 그가 루이스 히메네스의 땅볼 타구 때 홈으로 들어왔는데 두산 베어스의 합의 판정 요청으로 심판 합의 판정에 들어갔다. 이 때 당시 상대 포수였던 양의지가 그의 발을 밟은 것으로 확인돼 홈 충돌 방지법을 위반했다. 이 상황은 KBO 리그 최초 홈 블로킹으로 인한 끝내기 득점이었다.[4]

## 별명
- 이름 때문에 '은별'이나 '실버 스타'라고 불린다.

## 응원가
- LG 트윈스 시절
  - 채은성 힘차게 날아올라봐 LG의 승리 위하여 채은성 넌 빛나고 있어 (반짝반짝) 채은성 힘차게 날아올라봐 LG의 승리 위하여~ 채은성 주인공은 바~로 너!
- 한화 이글스 시절
  - 최강 한화 채은성 워어어어 최강 한화 채은성 워어어어 저 하늘로 날아올라 빛이 되리라 워어 한화 채은성

## 배우자
- '정가영' (2018년 ~ 현재)

## 출신 학교
- 순천북초등학교
- 순천이수중학교
- 순천효천고등학교

## 통산 기록
| 연도 | 팀명   | 타율  | 경기 | 타수 | 득점 | 안타 | 2루타 | 3루타 | 홈런 | 루타 | 타점 | 도루 | 도실 | 볼넷 | 사구 | 삼진 | 병살 | 실책 |
| ---- | ------ | ----- | ---- | ---- | ---- | ---- | ----- | ----- | ---- | ---- | ---- | ---- | ---- | ---- | ---- | ---- | ---- | ---- |
| 2014 | LG     | 0.277 | 62   | 159  | 18   | 44   | 11    | 1     | 1    | 60   | 15   | 5    | 3    | 21   | 10   | 36   | 3    | 1    |
| 2015 | LG     | 0.249 | 90   | 173  | 25   | 43   | 11    | 2     | 4    | 70   | 20   | 3    | 3    | 14   | 5    | 39   | 4    | 1    |
| 2016 | LG     | 0.313 | 128  | 403  | 64   | 126  | 20    | 3     | 9    | 179  | 81   | 7    | 3    | 31   | 7    | 75   | 9    | 4    |
| 2017 | LG     | 0.267 | 114  | 333  | 28   | 89   | 12    | 3     | 2    | 113  | 35   | 5    | 6    | 17   | 11   | 66   | 8    | 3    |
| 2018 | LG     | 0.331 | 139  | 529  | 78   | 175  | 36    | 2     | 25   | 290  | 119  | 3    | 1    | 35   | 9    | 97   | 12   | 3    |
| 2019 | LG     | 0.315 | 128  | 470  | 59   | 148  | 18    | 1     | 12   | 204  | 72   | 2    | 2    | 24   | 12   | 67   | 9    | 2    |
| 2020 | LG     | 0.293 | 109  | 416  | 59   | 122  | 17    | 2     | 15   | 188  | 88   | 0    | 3    | 32   | 9    | 69   | 12   | 2    |
| 2021 | LG     | 0.276 | 110  | 387  | 59   | 107  | 20    | 0     | 16   | 175  | 82   | 4    | 2    | 38   | 16   | 80   | 9    | 1    |
| 2022 | LG     | 0.296 | 126  | 467  | 48   | 138  | 26    | 2     | 12   | 204  | 83   | 6    | 7    | 27   | 21   | 88   | 16   | 10   |
| 2023 | 한화   | 0.263 | 137  | 521  | 71   | 137  | 17    | 0     | 23   | 223  | 84   | 0    | 0    | 52   | 20   | 102  | 16   | 5    |
| 2024 | 한화   | 0.271 | 124  | 436  | 61   | 118  | 24    | 0     | 20   | 220  | 83   | 1    | 1    | 49   | 8    | 83   | 12   | 7    |
| 통산 | 11시즌 | 0.290 | 1267 | 4294 | 570  | 1247 | 212   | 16    | 139  | 1908 | 762  | 36   | 31   | 340  | 128  | 802  | 110  | 39   |

- 굵은 글씨는 해당 시즌 최고 기록